# Comitato internazionale della Croce Rossa
| Premio Nobel per la pace 1917 Premio Nobel per la pace 1944 Premio Nobel per la pace 1963 |

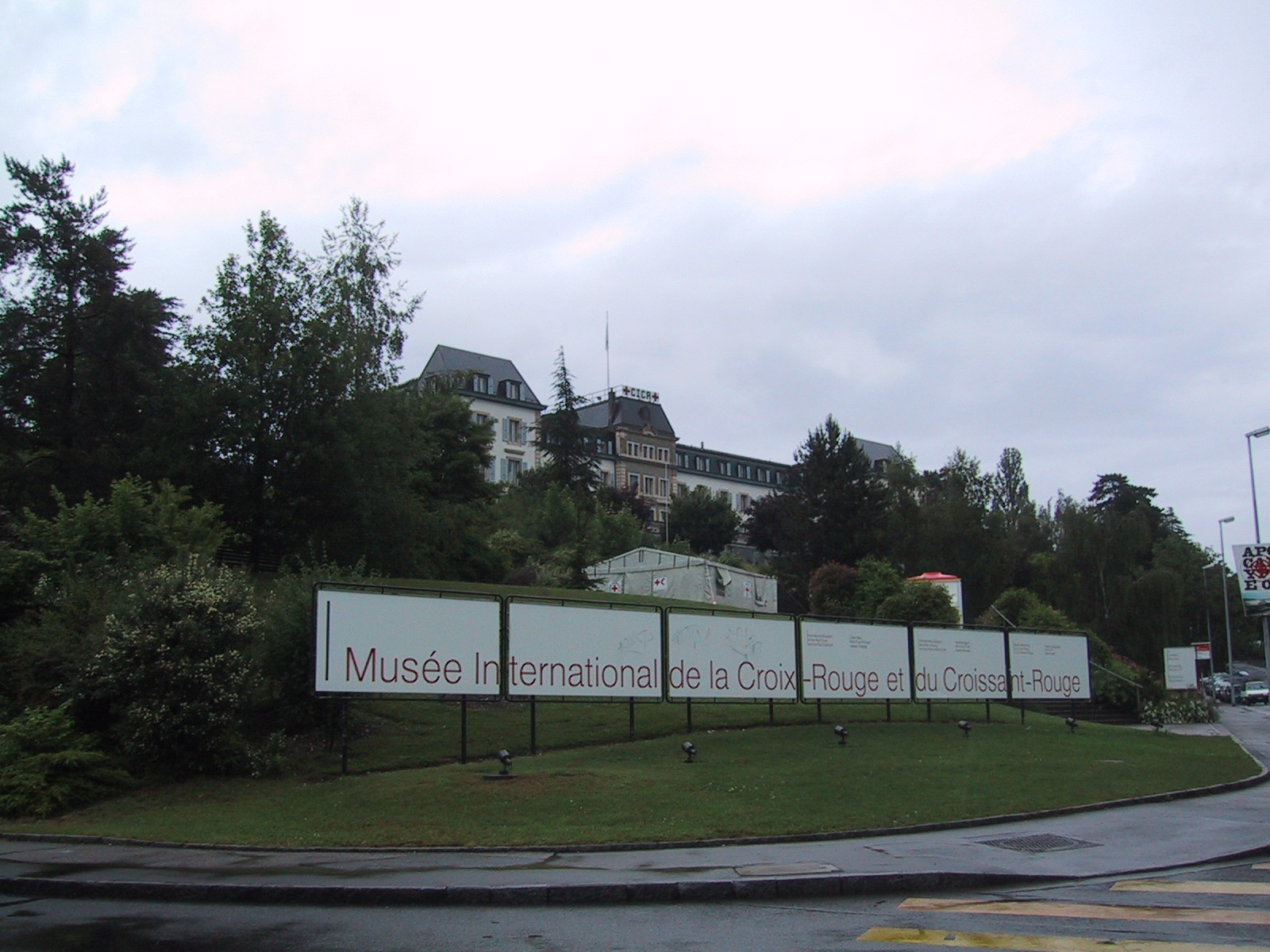
Il museo della Croce Rossa a Ginevra.

Il Comitato internazionale della Croce Rossa, o ICRC (dall'inglese International Committee of the Red Cross), è un'associazione privata di diritto svizzero con sede a Ginevra. Per lo statuto, sono membri del Comitato tra 15 e 25 persone fisiche di nazionalità svizzera, scelti dal Comitato stesso per cooptazione.
È un'istituzione di carattere umanitario, caratterizzata dall'imparzialità, neutralità ed indipendenza. Ha delle responsabilità nel custodire e promuovere il diritto internazionale umanitario, proteggendo e assistendo le vittime dei conflitti armati internazionali, dei disordini e della violenza interna. Il fondamento giuridico di tali responsabilità deriva dalle quattro convenzioni di Ginevra e dai protocolli aggiuntivi del 1977.
Insieme alla Federazione internazionale delle società di Croce Rossa e Mezzaluna Rossa e le società nazionali (attualmente 191) costituiscono il Movimento Internazionale della Croce Rossa e della Mezzaluna Rossa.

## Attività
Il CICR ha ricevuto il premio Nobel per la pace nel 1917, nel 1944 e, insieme alla Federazione internazionale delle Società di Croce Rossa e Mezzaluna Rossa, nel 1963 in occasione del centenario della Croce Rossa. Nel 1996 ha ricevuto il premio Balzan per l'umanità, la pace e la fratellanza fra i popoli, in particolare "Per l'attività finora svolta e da svolgersi negli ospedali di Wazir Akbar Khan e Karte Seh, a Kabul, in Afghanistan, per la riabilitazione fisica e per i programmi di rieducazione delle vittime di guerra e in particolare delle mine terrestri anti-uomo".
Il 16 ottobre 1990 gli è stato riconosciuto lo status di osservatore dell'Assemblea generale delle Nazioni Unite.
Può delegare per lo svolgimento dei propri compiti anche persone qualificate provenienti da altri paesi, in precedenza, anche i delegati erano esclusivamente cittadini svizzeri, ma la necessità di delegati è cresciuta nel tempo.

## Status internazionale
Il CICR è uno dei pochi esempi di soggetto non nazione all'interno del diritto internazionale. Tale status è indipendente anche da quello di associazione che ricade nel diritto svizzero. La personalità giuridica internazionale del CICR è di tipo "funzionale".

## I presidenti del CICR
- 1863 - 1864: Guillaume-Henri Dufour
- 1864 - 1910: Gustave Moynier
- 1910 - 1928: Gustave Ador
- 1928 - 1944: Max Huber
- 1944 - 1948: Carl Jacob Burckhardt
- 1948 - 1955: Paul Ruegger
- 1955 - 1964: Leopold Boissier

- 1964 - 1969: Samuel Gonard
- 1969 - 1973: Marcel Naville
- 1973 - 1976: Eric Martin
- 1976 - 1987: Alexandre Hay
- 1987 - 1999: Cornelio Sommaruga
- 2000 - 2012: Jakob Kellenberger
- 2012 - 2022: Peter Maurer
- 2022 - attuale Mirjana Spoljaric Egger